# David Röell
Jonkheer David Cornelis Röell (Utrecht, 23 november 1894 – Amsterdam, 3 december 1961) was een Nederlands museumdirecteur.

## Levensloop
Röell studeerde rechten en later kunstgeschiedenis aan de Rijksuniversiteit Utrecht, waarna hij aan de Sorbonne en de École du Louvre werkte aan een dissertatie over Daniël Marot, die hij niet afmaakte. Door het organiseren van een expositie kwam hij in contact met Frederik Schmidt Degener en via hem werd hij aangesteld bij het Rijksmuseum Amsterdam, waar hij van 1924 tot 1936 werkte. Na drie jaar was hij er al conservator van het departement schilderwerken. Hij ondernam een catalogus van alle schilderwerken in het Rijksmuseum, die in 1934 werd gepubliceerd.
Röell was tussen 1936 en 1945 directeur van de musea van Amsterdam, met name het Stedelijk Museum, het Historisch Museum en het museum Willet-Holthuysen. Hij moderniseerde het Stedelijk Museum, onder meer door - aangezet door zijn toenmalige assistent Willem Sandberg - de muren van het museum wit te laten schilderen. Hij zette ook grote, internationale exposities op, en was verantwoordelijk voor een aantal buitengewone aankopen van internationale moderne kunst. Hij loodste het museum bekwaam door de bezettingstijd.
Vervolgens was hij van 1945 tot 1959 hoofddirecteur van het Rijksmuseum, als opvolger van zijn mentor Schmidt-Degener. Het Rijksmuseum verkeerde in een deerlijke toestand. Röell leidde de grondige renovatie en reorganisatie. In 1952 werd het ganse museum opnieuw toegankelijk en Röell vierde dit door succesvolle tentoonstellingen te organiseren, zoals Rembrandt (1956) en Middeleeuwse kunst in Noord-Nederland (1958).
In juni 1945 was Röell medeoprichter van de Stichting Nederlands Kunstbezit en werd benoemd tot voorzitter. In 1958 werd Röell eredoctor aan de Universiteit van Amsterdam. Het jaar daarop ging hij met pensioen.

## Monuments Man
Na de Tweede Wereldoorlog werd Röell de hoofdvertegenwoordiger van de Nederlandse regering voor de restitutie van geroofde kunstwerken. Hij nam deel aan de activiteiten voor de recuperatie van duizenden kunstwerken en culturele objecten die door de nazi's waren geroofd. Zijn activiteiten ontplooiden zich vooral in de opslagplaatsen van Maastricht en Zandvoort, waar de naar Nederland teruggebrachte objecten dienden te worden gesorteerd om ze terug te bezorgen aan de musea of de particuliere eigenaars aan wie ze toebehoorden.
De opslagplaats in Zandvoort was door de Duitsers georganiseerd. In 1942 werd een gedeelte overgebracht naar een bunker bij Maastricht. In Steenwijk bij Maastricht werd een zogenaamde Rijksschuilkelder gebouwd voor geroofde kunstwerken. Prominente Duisers kwamen er op bezoek om er hun keuze te maken.
Vanaf de Bevrijding van het gebied op 17 april 1945 kwamen Monuments Men ter plekke en inspecteerden de opslagplaatsen. Röell werd in het bezit gesteld van de sleutels die de gebouwen afsloten. In augustus 1945 begonnen de operaties van restitutie. In het Stedelijk Museum werd de terugkeer van de kunstwerken gevierd met een grote tentoonstelling Vincent van Gogh.
Röell bleef betrokken bij de activiteiten van de Monuments Men tot in 1950.

## David Roëllprijs

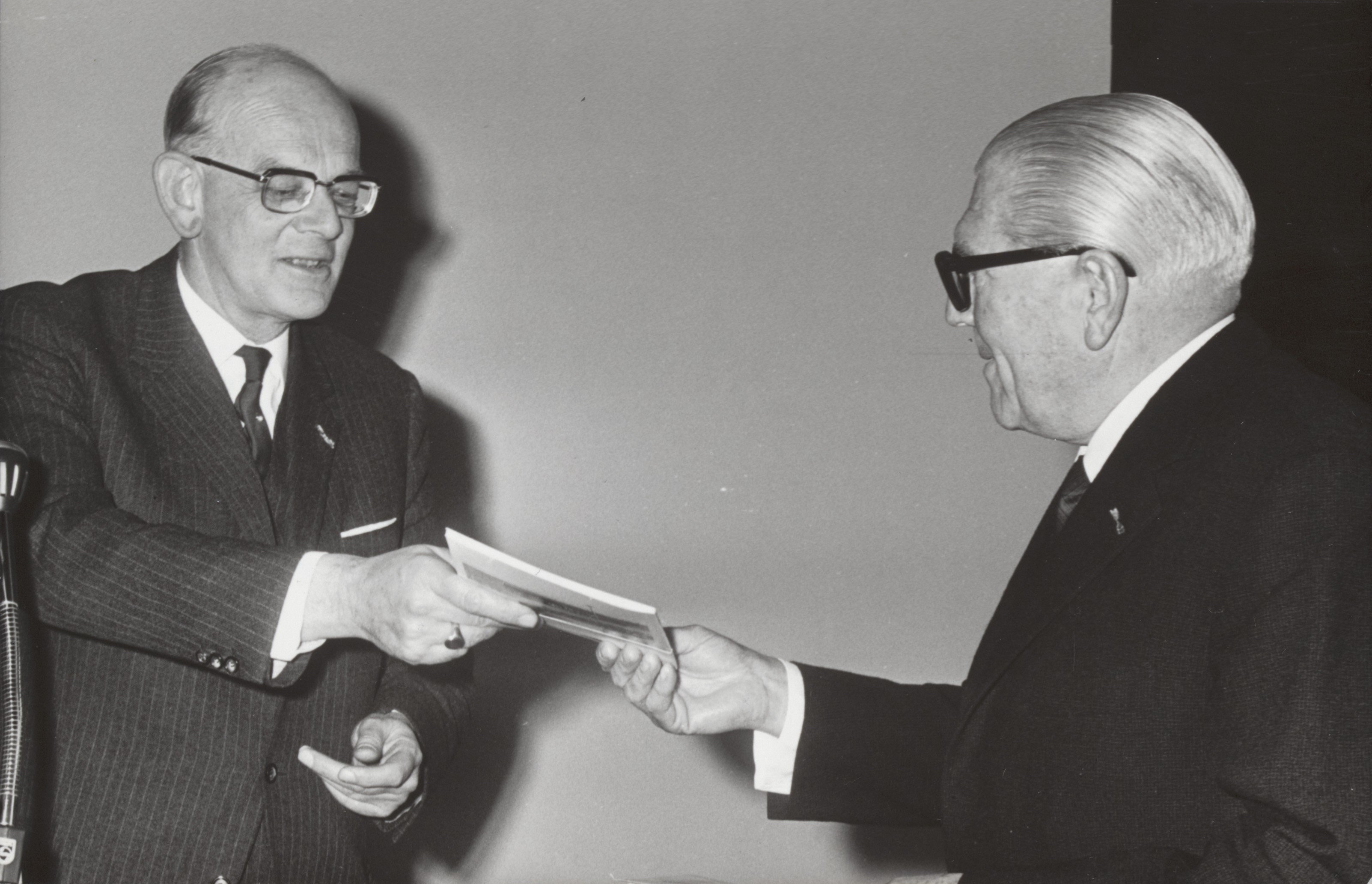
David Roëllprijs 1968 uitgereikt aan prof. Van Eesteren in Rijksmuseum

Er is een door het Prins Bernhardfonds uitgereikte oeuvreprijs naar hem vernoemd: de David Röellprijs.

## Publicaties
- Geschiedkundig overzicht der verzamelingen, in: Catalogus der schilderijen, miniaturen, pastels, omlijste tekeningen enz. in het Rijksmuseum te Amsterdam. Amsterdam, 1934.